# アスマラ国際空港
アスマラ国際空港（アスマラこくさいくうこう、英語: Asmara International Airport）とは、エリトリアの首都、アスマラにある国際空港。エリトリア航空の拠点空港である。

## 就航航空会社と就航都市

### 国際線
| 航空会社                  | 就航地                                                                            |
| ------------------------- | --------------------------------------------------------------------------------- |
| エリトリア航空            | ハルツーム国際空港（ハルツーム)、キング・アブドゥルアズィーズ国際空港（ジェッダ） |
| エジプト航空              | カイロ国際空港（カイロ）                                                          |
| エチオピア航空            | ボレ国際空港（アディスアベバ）                                                    |
| ターコ・エア              | ハルツーム国際空港(ハルツーム)                                                    |
| フライドバイ              | ドバイ国際空港（ドバイ）                                                          |
| エア・アラビア            | シャールジャ国際空港（シャールジャ）                                              |
| ターキッシュ エアラインズ | イスタンブール空港（イスタンブール）                                              |